# Фантана Маре (Сучава)
Фантана Маре (рум. Fântâna Mare) насеље је у Румунији у округу Сучава у општини Фантана Маре. Oпштина се налази на надморској висини од 364 m.

## Становништво
Према подацима из 2002. године у насељу је живело 1012 становника, од којих су сви румунске националности.